# Грядки (Требишів)
Грядки (словац. Hriadky) — село в окрузі Требишів Кошицького краю Словаччини. Площа села 3,31 км². Станом на 31 грудня 2016 року в селі проживало 460 жителів.

## Історія
Перші згадки про село датуються 1320 роком.

## Населення
| Рік:            | 1994. | 2004.    | 2014.   | 2024.   |
| --------------- | ----- | -------- | ------- | ------- |
| Кількість осіб: | 518   | 466      | 462     | 416     |
| Різниця:        |       | -10,03 % | -0,85 % | -9,95 % |

| Рік:            | 2023. | 2024.   |
| --------------- | ----- | ------- |
| Кількість осіб: | 423   | 416     |
| Різниця:        |       | -1,65 % |